# (63) Ausonia
(63) Ausonia is een planetoïde uit de binnenste hoofdgordel, die op 10 februari 1861 door de Italiaanse astronoom Annibale de Gasparis werd ontdekt.
De naam van de planetoïde verwijst naar een oude benaming voor Italië.